# 芒廷派因 (阿肯色州)
芒廷派因（英語：Mountain Pine）是一個位於美國阿肯色州加蘭縣的城市。

## 地理
芒廷派因的座標為34°34′21″N 93°10′22″W / 34.57250°N 93.17278°W，而該地的平均海拔高度為144米（即472英尺）。

## 人口
根據2020年美國人口普查的數據，芒廷派因的面積為4.34平方千米，當中陸地面積為4.31平方千米，而水域面積為0.03平方千米。當地共有人口585人，而人口密度為每平方千米134人。